# The Bandolero
The Bandolero è un film muto del 1924 diretto da Tom Terriss e tratto dal romanzo di Paul Gwynne. Il film venne girato in Spagna.

## Produzione
Il film fu prodotto dalla Metro-Goldwyn Pictures Corporation

## Distribuzione
Distribuito dalla Metro-Goldwyn Pictures Corporation, il film uscì nelle sale cinematografiche USA il 20 ottobre 1924.

### Date di uscita
IMDb
- USA	20 ottobre 1924
- Finlandia	28 dicembre 1925
- Portogallo	7 dicembre 1927

Alias
- O Bandoleiro	Portogallo